# Наракортские пещеры
Наракортские пещеры — национальный парк вблизи города Наракорт в австралийском штате Южная Австралия. На территории в 6 км² располагаются 26 пещер (общая площадь которых — 3,05 км²).
Парк известен большим количеством хорошо сохранившихся ископаемых остатков животных (в том числе многих представителей австралийской мегафауны), которые в 1994 году занесены в список Всемирного наследия ЮНЕСКО. Наракорт, совместно с парком Риверслей, входят в мировую десятку важнейших местонахождений окаменелостей и являются отличной иллюстрацией основных этапов эволюции уникальной австралийской фауны.